# 11 janvier en sport
11 décembre 11 février
Chronologies thématiques
- Croisades
- Ferroviaires
- Disney

Le 11 janvier (11e jour de l'année) en sport.

## Événements

### XXesièclede1901à1950
- 1902
  - (Rugby à XV) : ouverture du Tournoi britannique de rugby à XV 1902 par une victoire à Londres du pays de Galles sur l'Angleterre, 9-8.
- 1925 :
  - (Football) : le SC Corinthians est champion de l'État de Sao Paulo.
  - (Hockey sur glace) : la Tchécoslovaquie remporte le championnat d'Europe devant l’Autriche.
- 1935
  - (Aviation) : Amelia Earhart est la première femme à traverser en solo l'océan Pacifique de Honolulu à la Californie.

### XXesièclede1951à2000
- 1969
  - (Rugby à XV) : ouverture du Tournoi des cinq nations 1969 par une victoire à Paris de l'Écosse sur la France, 6-3.
- 1970
  - (Football américain) : les Kansas City Chiefs remportent le Super Bowl IV à l'issue de la Saison NFL 1969.
- 1986
  - (Exploration) : un Français, François Varigas, atteint le pôle Sud après avoir parcouru, seul, avec un attelage de vingt chiens, 1 600 km.

### XXIesiècle
- 2015
  - (Tennis /Performance) : en battant Milos Raonic en finale (6-4, 6-7, 6-4), Roger Federer s'offre un 83e titre et décroche son 1000e succès sur le circuit ATP. Seuls Jimmy Connors (1253) et Ivan Lendl (1071) ont fait mieux.
- 2016
  - (Football /Trophée) : pour la cinquième fois de sa carrière, Lionel Messi est sacré Ballon d'or 2015. Il devance, avec 41,33 % des voix, Cristiano Ronaldo (2e, 27,76 %) et Neymar (3e, 7,86 %), qui complètent le podium. A 28 ans, l’Argentin n’a aucun égal.
- 2017
  - (Handball /Mondial masculin) : début de la 25e édition du championnat du monde de handball qui a lieu en France jusqu'au 29 janvier 2017.
- 2023
  - (Handball /Mondial masculin) : début de la 28e édition du championnat du monde de handball qui a lieu en Pologne et en Suède jusqu'au 29 janvier 2023.
  - (Football /Trophée) : Le Real de Madrid remporte la Coupe du monde des clubs de la FIFA 2022 et par la même occasion glane sont centième trophée officiel

## Naissances

### XIXesiècle
- 1844 :
  - Amédée Bollée, inventeur et pilote de courses automobile français. († 20 janvier 1917).
- 1872 :
  - Herbert Baddeley, joueur de tennis britannique. († 20 juillet 1931).
  - Wilfred Baddeley, joueur de tennis britannique. Vainqueur des Tournois de Wimbledon 1891, 1892 et 1895. († 24 janvier 1929).
- 1875 :
  - Fritz Manteuffel, gymnaste allemand. Champion olympique des barres parallèles par équipes et des barres fixes par équipes aux Jeux d'Athènes 1896. († 21 avril 1941).
- 1876 :
  - Elmer Flick, joueur de baseball américain. († 9 janvier 1971).
  - Thomas Hicks, athlète de fond américain. Champion olympique du marathon aux Jeux de Saint-Louis 1904. († 28 janvier 1952).
- 1879 :
  - John Symes, joueur de cricket britannique. Champion olympique aux Jeux de Paris 1900. († 21 septembre 1942).
- 1886 :
  - Elsa Rendschmidt, patineuse artistique dames allemande. Médaillée d'argent aux Jeux de Londres 1908. († 9 octobre 1969).

### XXesièclede1901à1950
- 1915 :
  - Luise Krüger, athlète de lancers allemande. Médaillée d'argent du javelot aux Jeux de Berlin 1936. († 13 juin 2001).
- 1923 :
  - Carroll Shelby, pilote de courses automobile américain. († 10 mai 2012).
- 1936 :
  - Charles Porter, athlète de sauts australien. Médaillé d'argent de la hauteur aux Jeux de Melbourne 1956. († 16 août 2020).
- 1937 :
  - Francis Palmade, arbitre de rugby puis dirigeant sportif français.
  - Udo Schütz, pilote de courses automobile, skipper puis entrepreneur allemand.
- 1939 :
  - Anne Heggtveit, skieuse canadienne. Championne olympique du slalom aux Jeux de Squaw Valley 1960.
- 1940 :
  - Franco Balmamion, cycliste sur route italien. Vainqueur des Tours d'Italie 1962 et 1963.
- 1941 :
  - Gérson, footballeur brésilien. Champion du monde de football 1970. (70 sélections en équipe du Brésil).
- 1945 :
  - Kamel Tahir, footballeur algérien. (11 sélections en équipe d'Algérie). († 11 janvier 2023).

### XXesièclede1951à2000
- 1951 :
  - Brenda Kirk, joueuse de tennis sud-africaine. Victorieuse de la Fed Cup 1972.
- 1952 :
  - Ben Crenshaw, golfeur américain. Vainqueur des Masters de golf 1984 et 1995 et de la Ryder Cup 1999.
  - Eiji Kawanishi, maître karatéka puis professeur japonais.
- 1953 :
  - Freddie Solomon, joueur de foot U.S. américain. († 13 février 2012).
- 1956 :
  - Daniel Bustaffa, joueur de rugby français. (11 sélections en équipe de France).
- 1957 :
  - Claude Criquielion, cycliste sur route belge. Champion du monde de cyclisme sur route 1984. Vainqueur de la Flèche wallonne 1985 et 1989, du Tour de Romandie 1986 et du Tour des Flandres 1987. († 18 février 2015).
- 1959 :
  - Rob Ramage, hockeyeur sur glace canadien.
- 1963 :
  - Petra Schneider, nageuse est-allemande puis allemande. Championne olympique du 400 m 4 nages et médaillée d'argent du 400 m nage libre aux Jeux de Moscou 1980. Championne du monde de natation des 200 m et 400 m 4 nages 1982. Championne d'Europe de natation du 400 m 4 nages 1981.
- 1966 :
  - Christian Pouget, hockeyeur sur glace français.
- 1973 :
  - Rahul Dravid, joueur de cricket indien. (164 sélections en Test cricket).
  - Fabien Savreux, joueur de rink hockey puis entraîneur français. Sélectionneur de l'équipe de France de 2007 à 2023.
- 1975 :
  - Rory Fitzpatrick, hockeyeur sur glace américain.
- 1978 :
  - Emile Heskey, footballeur anglais. Vainqueur de la Coupe UEFA 2001. (62 sélections en équipe d'Angleterre).
- 1981 :
  - Bafo Biyela, footballeur sud-africain. (1 sélection en équipe d'Afrique du Sud). († 17 septembre 2012).
- 1982 :
  - Tony Allen, basketteur américain.
  - Clint Greenshields, joueur de rugby à XIII franco-australien. (5 sélections avec l'équipe de France).
  - Loïc Guillon, footballeur français.
  - Grégory Lacombe, footballeur français.
- 1983 :
  - Adrian Sutil, pilote de F1 allemand.
- 1984 :
  - Filip Salaquarda, pilote de course automobile tchèque.
  - Yannic Seidenberg, hockeyeur sur glace allemand. Médaillé d'argent aux Jeux de Pyeongchang 2018.
- 1985 :
  - José Vitor Moreira Semedo, footballeur portugais.
  - Kazuki Nakajima, pilote de F1 et de courses automobile d'endurance japonais.
- 1986 :
  - Jamal Shuler, basketteur américain.
- 1987 :
  - David Ramseyer, basketteur franco-suisse.
  - Jamie Vardy, footballeur anglais. (26 sélections en équipe d'Angleterre).
- 1988 :
  - Cameron Meyer, cycliste sur piste et sur route australien. Champion du monde de cyclisme sur piste de la course aux points 2009 et 2012, champion du monde de cyclisme sur piste de la poursuite par équipes, de la course aux points et de l'américaine 2010 puis champion du monde de cyclisme sur piste de l'américaine 2011. Vainqueur du Tour du Japon 2008.
  - Josh Schneider, nageur américain.
- 1989 :
  - Emili García, footballeur andorran. (57 sélections en équipe d'Andorre).
- 1990 :
  - Ekaterina Avvakumova, biathlète russo-sud-coréenne.
- 1991 :
  - Bekim Balaj, footballeur albanais. (44 sélections en équipe d'Albanie).
  - Florian Makhedjouf, footballeur franco-algérien.
  - Ferdinand Prenom, basketteur français.
  - Sonatane Takulua, joueur de rugby à XV tongien. (57 sélections en équipe des Tonga).
- 1992 :
  - Daniel Carvajal, footballeur espagnol. Vainqueur de la Ligue des nations 2023 ainsi que des Ligues des champions 2014, 2016, 2017, 2018 et 2022. (42 sélections en équipe d'Espagne).
- 1993 :
  - Chris Boucher, basketteur canadien.
  - Joachim Eickmayer, footballeur français.
  - Michael Keane, footballeur anglais. (12 sélections en équipe d'Angleterre).
  - Will Keane, footballeur anglo-irlandais. (5 sélections en équipe de république d'Irlande).
  - Timo Roosen, cycliste sur route néerlandais.
- 1994 :
  - Anthony Racine, basketteur français.
  - José Toledo, handballeur brésilien. (82 sélections en équipe du Brésil).
- 1995 :
  - Camille Imart, joueuse de rugby à XV français. (17 sélections en équipe de France).
  - Samuel Gustafson, footballeur suédois.(11 sélections en équipe de Suède).
  - Simon Gustafson, footballeur suédois. (2 sélections en équipe de Suède).
- 1996 :
  - Leroy Sané, footballeur franco-allemand. (4 sélections avec l'équipe d'Allemagne).
- 1998 :
  - Elisa De Almeida, footballeuse franco-portugaise. Championne d'Europe féminin de football des moins de 19 ans 2016. (23 sélections avec l'équipe de France).

### XXIesiècle
- 2002 :
  - Łukasz Bejger, footballeur polonais.
  - Noah Botic, footballeur australien.
- 2004 :
  - Tadeáš Vachoušek, footballeur tchèque.
- 2006 :
  - Tygo Land, footballeur néerlandais.

## Décès

### XXesièclede1901à1950
- 1944 :
  - John Walter Christie, 78 ans, pilote de courses automobile américain. (° 6 mai 1865).

### XXesièclede1951à2000
- 1966 :
  - Hannes Kolehmainen, 76 ans, athlète de fond finlandais. Champion olympique du 5 000 mètres, du 10 000 mètres, du cross-country individuel et médaillé d'argent du cross-country par équipes aux Jeux de Stockholm 1912 puis du champion olympique du marathon aux Jeux d'Anvers 1920. (° 9 décembre 1889).
- 1972 :
  - Herbert Gardiner, 80 ans, hockeyeur sur glace canadien. (° 8 mai 1891).
- 1991 :
  - Alec Rose, 82 ans, navigateur britannique. (° 13 juillet 1908).
- 1996 :
  - Roger Crozier, 53 ans, hockeyeur sur glace canadien. (° 16 mars 1942).
- 2000 :
  - Bob Lemon, 79 ans, joueur de baseball américain. (° 22 septembre 1920).(° 22 septembre 1920).

### XXIesiècle
- 2001 :
  - John Winter, 51 ans, pilote de course automobile d'endurance allemand. (° 12 août 1949).
- 2005 :
  - Fabrizio Meoni, 47 ans, pilote moto de rallye-raid italien. Vainqueur des Rallye Dakar 2001 et 2002. (° 31 décembre 1957).
- 2007 :
  - Kéba Mbaye, 82 ans, juriste et dirigeant sportif sénégalais. Membre du CIO de 1973 à 2002. Président du TAS de 1983 à 2007. (° 5 août 1924).
- 2011 :
  - Dali Benoit, 42 ans, footballeur ivoirien. (° 10 août 1968).
  - Zoltán Berczik, 73 ans, pongiste puis entraîneur et dirigeant sportif hongrois. Champion d'Europe de tennis de table en individuel, par équipes et en double mixte 1958 et 1960. (° 7 août 1937).
- 2017 :
  - François Van Der Elst, 62 ans, footballeur belge. (44 sélections en équipe de Belgique). Vainqueur des Coupe d'Europe des vainqueurs de coupe 1976 et 1978. (° 10 août 1968).